# Чикуров, Николай Васильевич
Николай Васильевич Чикуров (16.05.1908 — 07.11.1971) — командир отделения 86-го стрелкового полка, сержант. Герой Советского Союза.

## Биография
Родился 16 мая 1908 года в деревне Сабанчино (ныне — Киясовский район Удмуртии).
В армии со 2 июня 1941 года. Воевал на Волховском фронте, под Сталинградом, на Центральном, Воронежском и 1-м Украинском фронтах.
Указом Президиума Верховного Совета СССР от 29 октября 1943 года за умелое и быстрое форсирование Днепра, прочное закрепление плацдарма на западном берегу и проявленные при этом отвагу и героизм сержанту Чикурову Николаю Васильевичу присвоено звание Героя Советского Союза с вручением ордена Ленина и медали «Золотая Звезда».
Жил в посёлке Пугачёво Малопургинского района Удмуртии. В 1971 году переехал к сыну в город Темиртау.
Скончался 7 ноября 1971 года, похоронен на Старогородском кладбище Темиртау.
Награждён орденами Ленина, Отечественной войны 2-й степени, медалями.